# تریسایتون (واشینگتن)
تریسایتون (به انگلیسی: Tracyton) یک منطقهٔ مسکونی در ایالات متحده آمریکا است که در شهرستان کیتساپ، واشینگتن واقع شده‌است. تریسایتون ۶٫۳ کیلومتر مربع مساحت و ۵٬۲۳۳ نفر جمعیت دارد و ۲۷ متر بالاتر از سطح دریا واقع شده‌است.